# Bellstedt
Bellstedt es un municipio situado en el distrito de Kyffhäuser, en el estado federado de Turingia (Alemania), a una altitud de 225 metros. Su población a finales de 2016 era de unos 160 habitantes y su densidad poblacional, 33 hab/km².
Se encuentra ubicado a poca distancia al sur de la frontera con el estado de Sajonia-Anhalt.